# 德苏貿易協定 (1939年)
德苏貿易協定是1939年8月19日纳粹德国和苏联在德国柏林签署的经济合作协议，通过该协议苏联以4.5%的实际利率分期7年从纳粹德国获得了2亿国家马克的贷款，以在后来两年内在德国购买资本商品（工厂设备、机械、工具、船只、车辆等），而苏联则以物资输送的形式自1946年起偿还。该经济协议是改善战间期德国与苏联关系的第一步。
协议签署后第二天，苏联开始了与日本的为期四周的战争。5天后，双方签署了《苏德互不侵犯条约》，改善了双方的经济关系，并得到《1940年德苏商业协议》和《德苏边界商业协议》的调整和扩展。苏德战争爆发前，德国开始违反协定延缓对苏联的物资输送，而苏联为了避免激怒德方直到战争前一直严格执行该协议。战争爆发后，双方关系终止，德国获得了大量急需物资。